# 安德烈耶夫卡河
安德烈耶夫卡河（俄语：Река Андреевка），前称五巃汊河，是滨海边疆区的河流，长8公里。当地人仍经常使用“五巃汊河”这个名称。河畔有驯鹿场和矿床。河旁有同名村庄。1972年更为现名。

## 引用
1. ↑  Старцев А. Ф.  (PDF) (学位论文). Ойкумена. Регионоведческие исследования. 2021. （原始内容 (PDF)存档于2022-03-31） （俄语）.
2. ↑  А·П·穆拉诺夫. . 列宁格勒: 气象出版社. 1966 （俄语）.
3. ↑  . 列宁格勒: 气象出版社 （俄语）.
4. ↑  Т·А·基谢尔科瓦娅. . 列宁格勒: 气象出版社. 1977 （俄语）.
5. ↑   (PDF). www.vladcity.com. （原始内容 (PDF)存档于2011-07-17）.